# Конкурс молодых музыкантов «Евровидение-2018»
Евровидение для молодых музыкантов 2018 (англ. Eurovision Young Musicians 2018) — 19-й конкурс молодых музыкантов «Евровидение», который проходил в Великобритании в городе Эдинбурге. Полуфиналы состоялись 18 и 19 августа 2018 года. Финал конкурса состоялся 23 августа 2018 года на сцене концертного зала «Ашер Холл». В конкурсе приняли участие играющие на разных музыкальных инструментах музыканты в возрасте до 20 лет из 18 стран. 
Организаторами конкурса выступили британская национальная телекомпания BBC совместно с Европейским вещательным союзом. Победу на конкурсе одержал участник из России пианист Иван Бессонов, что стало первой победой страны на конкурсе за всю его историю. Второго места удостоился скрипач Никола Паянович из Словении.

## Место проведения

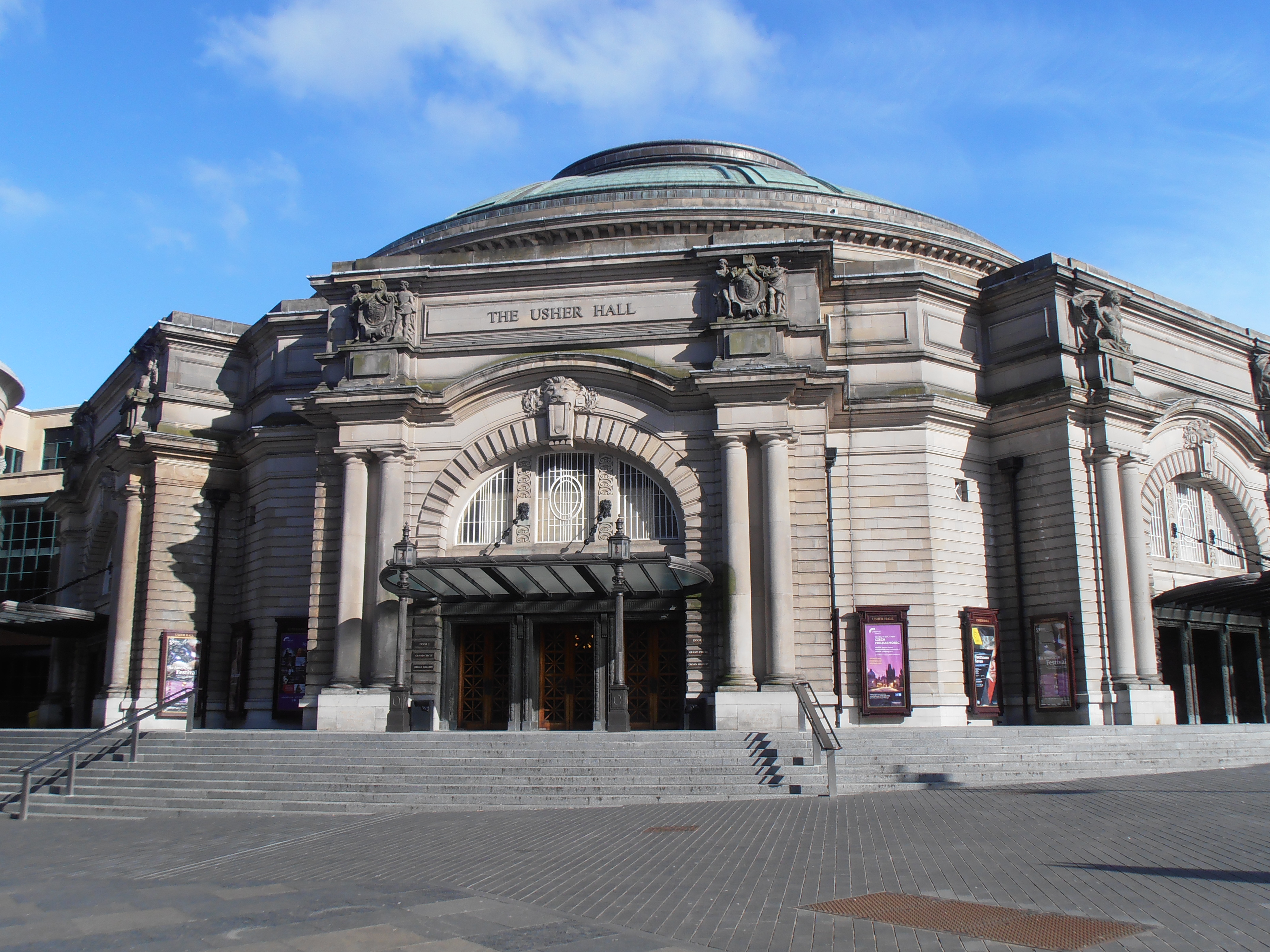
Ашер Холл — место проведения «Евровидения для молодых музыкантов 2018»

30 октября 2017 года стало известно, что Великобритания была выбрана, как принимающая страна девятнадцатого конкурс классической музыки «Евровидение для молодых музыкантов». Городом проведения стал Эдинбург. Ареной для проведения финала был выбран концертный зал «Ашер Холл», построенный в 1914 году и вмещающий в себя 2900 человек. Полуфинал же пройдет в зале Святой Сесилии Эдинбургского фестивального театра.
Ашер Холл уже принимал у себя Евровидение 1972 года после того, как Монако отказалось проводить конкурс у себя. 
Великобритания уже имеет опыт проведения конкурса: в 1982 году в стране проводился первый конкурс молодых исполнителей академической музыки. Тогда конкурс прошел в Манчестере в Зале свободной торговли.

## Формат
К участию в конкурсе допускаются молодые музыканты в возрасте до 19 лет включительно, с учётом того, что в день проведения финала им не исполнится 20 лет. Причем участниками могут стать только соло-исполнители, не задействованные на профессиональной основе (то есть не получающие прибыли от выступлений). Музыкальный инструмент и программу участник выбирает по своему усмотрению.
Конкурс стал частью музыкальной программы Эдинбургского международного фестиваля, одного из наиболее престижных фестивалей искусств в Европе.

### Полуфиналы
В этом году на конкурс возвращается полуфинальный отборочный тур, который пройдет в формате публичных камерных концертов. Полуфинал разделен на две части, каждая их которых в свою очередь разделена еще на три шоу-концерта. Каждому музыканту предлагается исполнить 18-минутную программу из любого количества классических музыкальных произведений. Участник может исполнить свою программу либо сольно, либо с фортепианным сопровождением. 
Оценивать выступления будет профессиональное жюри из 4 человек. Каждый член жюри обязан присудить баллы от 1 до 10 каждому исполнителю на основе конкретных критериев (техническая точность, качество звука, интерпретация и исполнение). После всех выступлений оценки жюри будут просуммированы и представлены им на обсуждение, после которого они могут внести изменения в числовые рейтинги по обоюдному согласию. Затем в случайном порядке объявляется шестерка финалистов.

### Финал
В финале каждый участник должен исполнить 12-минутную программу, состоящую из одного музыкального произведения. Профессиональное жюри, состоящие уже из других музыкальных экспертов, снова будет оценивать конкурсантов по тем же критериям, что и в полуфинале. После выступлений шестерки финалистов жюри уходит на совещание. Здесь они могут объявить победителем участника, который набрал больше всего баллов или, по взаимному согласию, изменить результат. Это делается для того, чтобы чрезмерная зависимость от числового скоринга не давала неверного победителя. Затем жюри объявляет золотого и серебряного призеров.
Победитель получил изготовленный на заказ гравированный трофей, денежный приз в размере €7000, а также возможность выступить в составе шотландского симфонического оркестра BBC. Обладатель второго места получил €3000 соответственно.

### Ведущие и оркестр
Ведущими конкурса стали британский радиоведущий Петрок Трелони и валлийская телеведущая Джози Д’Арби. Петрок провел все шоу, а Джози присоединилась к нему только в финале. Участникам аккомпанировал шотландский симфонический оркестр BBC под руководством датского дирижёра Томаса Даусгора.

### Жюри
Финалисты и победитель конкурса были определены международной группой экспертов классической музыки.

#### Состав жюри в полуфинале
В состав профессионального жюри в полуфинале вошло 4 человека:
- Урсула Лево
- Ной Родриго Гисберт
- Синай Ли
- Дэвид Уоткин

#### Состав жюри в финале
В состав профессионального жюри в финале вошло 5 человек:
- Джеймс Макмиллан
- Анна Мередит
- Дэвид Уоткин
- Эндрю Мур
- Марин Олсоп

## Участники
2 февраля 2018 года было объявлено, что в конкурсе 2018 года примут участие 18 страны из общего числа 56 стран, имеющих право участвовать ввиду членства в Европейском вещательном союзе (ЕВС). На конкурс возвращается семь стран — Бельгия, Великобритания, Греция, Израиль, Испания, Россия и Эстония. Также состоялся дебют Албании.

#### Музыканты, участвовавшие ранее
- Сан-Марино: Франческо Стефанелли (Конкурс молодых музыкантов «Евровидение-2016» - не вошел в ТОП-3)

### Полуфиналы
Первый и второй полуфиналы состоялись 18 и 19 августа соответственно в Эдинбургском фестивальном театре в формате камерных концертов. Оба полуфинала были разделены на три шоу-концерта, в каждом из которых три музыканта исполнили свою 18-минутную программу. В течение двух полуфиналов жюри отобрало шесть конкурсантов для участия в финале.
| Первый полуфинал | Первый полуфинал                | Первый полуфинал              | Первый полуфинал | Первый полуфинал | Первый полуфинал |
| №                | Страна                          | Участник                      | Инструмент       | Произведения (композитор) | Результат        |
| Первое шоу       | Первое шоу                      | Первое шоу                    | Первое шоу       | Первое шоу | Первое шоу       |
| ---------------- | ------------------------------- | ----------------------------- | ---------------- | --- | ---------------- |
| 01               | Мальта                          | Бернис Саммут Аттард          | Фортепиано       | 1) Toccata (No.3) from Trois pièces (Франсис Пуленк) 2) Prelude in C minor, Op. 23 No. 7 (Сергей Рахманинов) 3) Prelude in G sharp minor Op. 32 No. 12 (Сергей Рахманинов) 4) Scherzo No. 2 in B flat minor, Op. 31 (Фредерик Шопен)             | —                |
| 02               | Великобритания (страна-хозяйка) | Максим Калвер                 | Виолончель       | 1) Sacher Variation (Витольд Лютославский) 2) Adagio Affettuoso from Cello Sonata in F, Op. 99 (Иоганнес Брамс) 3) Minuetto e Finale, No. 5 from Suite Italienne (Игорь Стравинский)                                                             | —                |
| 03               | Испания                         | Сара Валенсия-Вилета          | Скрипка          | 1) Caprice Basque/Capricho vasco Op. 24 (Пабло де Сарасате) 2) Caprice No. 13 in B flat major (Никколо Паганини) 3) 3rd mvt (Finale) of Violin Concerto No. 1 in G minor Op. 26 (Макс Брух)                                                      | —                |
| Второе шоу       |                                 |                               |                  | |                  |
| 04               | Словения                        | Никола Паянович               | Скрипка          | 1) Capriccio no. 7 (Никколо Паганини) 2) Tambourin Chinois (Фриц Крейслер) 3) Sonata for violin solo No. 3 in D minor (Эжен Изаи) | Финалист         |
| 05               | Сан-Марино                      | Франческо Стефанелли          | Виолончель       | 1) Violoncello Totale (Кшиштоф Пендерецкий) 2) Allegro vivace from Cello Sonata F major op.99, I mov. (Иоганнес Брамс) 3) Papillon op.77 (Габриэль Форе) 3) Moto Perpetuo from Sonata for cello and piano in C op. 65, V mov (Бенджамин Бриттен) | —                |
| 06               | Польша                          | Марта Хлебицкая               | Флейта           | 1) Hamburger Sonata in G major/Sol majeur (Карл Филипп Эммануил Бах) 2) Rigoletto Fantasie op. 335 (Вильгельм Попп) | —                |
| Третье шоу       |                                 |                               |                  | |                  |
| 07               | Венгрия                         | Мати Бенце                    | Саксофон         | 1) Fantaisie sur un thème original (Жюль Демерссман) 2) Allegro from Sonata in G minor BWV. 1020, 1st (Иоганн Себастьян Бах) 3) Pequeña Czarda (Педро Итурральде)                                                                                | Финалист         |
| 08               | Греция                          | Танос Цанетакис               | Гитара           | 1) Fantasia in D minor (Дэвид Келлнер) 2) Bagatelle No 3 & 5 from Five Bagatelles for Guitar (Уильям Уолтон) 3) Variaciones Sobre un Tema de Fernando Sor Op. 19 (Мигель Льобет)                                                                 | —                |
| 09               | Израиль                         | Тамир Нааман-Пери Нееман-Пери | Виолончель       | 1) Hungarian Rhapsody Op 68 (Давид Поппер) 2) 1st mov Preludio-Fantasia from Suite for Cello (Гаспар Касадо) | —                |

| Второй полуфинал | Второй полуфинал | Второй полуфинал        | Второй полуфинал | Второй полуфинал | Второй полуфинал |
| №                | Страна           | Участник                | Инструмент       | Произведения (композитор) | Результат        |
| Первое шоу       | Первое шоу       | Первое шоу              | Первое шоу       | Первое шоу | Первое шоу       |
| ---------------- | ---------------- | ----------------------- | ---------------- | --- | ---------------- |
| 10               | Эстония          | Танель-Эйко Новиков     | Ударные          | 1) Niflheim (Чаба Золтан Марьян) 2) Kuusi Op. 75, No.5 (Ян Сибелиус) 3) Verano Porteño (Астор Пьяццолла) | —                |
| 11               | Бельгия          | Александра Кореман      | Скрипка          | 1) Presto from Sonata for Violin Sonata No.4 Op.23 (Людвиг ван Бетховен) 2) Valse-Scherzo Op. 34 (Пётр Чайковский) | —                |
| 12               | Албания          | Клаудио Зото            | Виолончель       | 1) Cello Sonata (Эдвард Григ) 2) Hungarian Rhapsody, Op. 68 (Давид Поппер) | —                |
| Второе шоу       |                  |                         |                  | |                  |
| 13               | Россия           | Иван Бессонов           | Фортепиано       | 1) Prelude in G minor, Op 23 No 5 (Сергей Рахманинов) 2) Mazurka in B flat minor, Op 24 No 4 (Фредерик Шопен) 3) Fantaisie-Impromptu in C sharp minor, Op 66 (Фредерик Шопен) 4) Barncleupédie (Джеймс Макмиллан) 5) Suggestion diabolique (Satanic Apparition), Op. 4 (Сергей Прокофьев) | Финалист         |
| 14               | Германия         | Мира Форон              | Скрипка          | 1) Cadenza, Lento, Vivace, Tempo I (Кшиштоф Пендерецкий) 2) Tzigane, Rapsodie de Concert (Морис Равель) | Финалист         |
| 15               | Чехия            | Инди Стивин             | Контрабас        | 1) Bohemian Suite, 1st Movement "Celts" (Инди Стивин) 2) Bohemian Suite, 2nd movement "Czech Country" (Инди Стивин) 3) Bohemian Suite, 3rd Movement: Tarantella Praga (Инди Стивин) | Финалист         |
| Третье шоу       |                  |                         |                  | |                  |
| 16               | Швеция           | Джоанна Андер Льюнг     | Арфа             | 1) Improvisations for Harp, Op 10 (Уильям Матиас) 2) Allemande from Suite No 5 in F major (Жан-Батист Лёйе «Гентский») 3) Féerie - Prélude et Dance (Марсель Турнье) | —                |
| 17               | Норвегия         | Биргитта Элиза Офтестад | Виолончель       | 1) 1st mvt from Cello Concerto No 1 Op. 107 (Дмитрий Шостакович) 2) Adagio and Allegro Op. 70 (Роберт Шуман) | Финалист         |
| 18               | Хорватия         | Ян Томинич              | Саксофон         | 1) Fantaisie sur un thème original (Жюль Демерссман) 2) Cinq danses exotiques, I. Pambiche II. Baiao V. Merengue (Жан Франсе) 3) Aria (Эжен Бозза) 4) Scaramouche, 3 from Scaramouche (Дариус Мийо)                                                                                       | —                |

### Финал
Финал состоялся 23 августа в Ашер Холл. Музыкантам предлагалось исполнить отрывок из одного музыкального произведения на свое усмотрение в течение 12 минут. Профессиональное жюри выбрало победителя конкурса и обладателя второго места.
| №  | Страна   | Представитель           | Инструмент | Произведение (композитор)                                         | Результат    |
| -- | -------- | ----------------------- | ---------- | ----------------------------------------------------------------- | ------------ |
| 01 | Норвегия | Биргитта Элиза Офтестад | Виолончель | Cello Concerto, 4th movement (Эдуард Элгар)                       | —            |
| 02 | Словения | Никола Паянович         | Скрипка    | Violin Concerto, 3rd movement (Пётр Чайковский)                   | Второе место |
| 03 | Чехия    | Инди Стивин             | Контрабас  | Bohemian Suite for Double Bass, 2nd & 3rd movements (Инди Стивин) | —            |
| 04 | Германия | Мира Форон              | Скрипка    | Violin Concerto, 3rd movement (Ян Сибелиус)                       | —            |
| 05 | Венгрия  | Мати Бенце              | Саксофон   | Concerto da Camera for Saxophone (Жак Ибер)                       | —            |
| 06 | Россия   | Иван Бессонов           | Фортепиано | Piano Concerto No 1, 3rd movement (Пётр Чайковский)               | Победитель   |

## Национальные отборы
Открытые национальные отборы (с голосование профессионального жюри) не обязательны для всех стран-участниц, и в связи с этим многие страны выбирают своего представителя путем внутреннего отбора. Свои открытые отборы провели следующие страны:
| Страна   | Название                                                         | Финал          | Победитель              |
| -------- | ---------------------------------------------------------------- | -------------- | ----------------------- |
| Албания  | Albania Young Musicians                                          | 11 июня 2018   | Клаудио Зото            |
| Испания  | Clásicos y Reverentes 2018                                       | 4 февраля 2018 | Сара Валенсия           |
| Норвегия | Virtuous 2018                                                    | 7 апреля 2018  | Биргитта Элиза Офтестад |
| Польша   | Młody Muzyk Roku 2018                                            | 20 марта 2018  | Марта Члебичка          |
| Словения | Slovenski izbor za tekmovanje Evrovizijski mladi glasbeniki 2018 | 30 марта 2018  | Никола Паянович         |
| Хорватия | Mladi glazbenik za Euroviziju 2018                               | 10 марта 2018  | Ян Томинич              |
| Швеция   | Polstjärnepriset 2018                                            | 7 января 2018  | Джоанна Андер Льюнг     |
| Эстония  | Klassikatähed 2018                                               | 30 марта 2018  | Танэл-Эйко Новиков      |

## Другие страны

### Возвращение
- Великобритания - 30 октября BBC Scotland и BBC Radio 3 подтвердили участие Великобритании на конкурсе.[15]
- Испания - 22 января TVE подтвердил, что Испания будет соревноваться на Евровидении молодых музыкантов 2018 года в Эдинбурге.[20]
- Эстония — Глава телерадиовещания на эстонском национальном телеканале подтвердил, что продолжаются дискуссии относительно Конкурса музыкантов «Евровидение-2018». Эстония не участвовала в конкурсе с 2004 года.[32]

### Отказ
- Австрия — В настоящее время страна решает вопрос по поводу участия.[33] 2 февраля страна подтвердила отказ.

- Босния и Герцеговина — национальный вещатель BHRT исключил возможность участия страны из-за финансовых трудностей.[34]
- Дания — DR подтвердил, что Дания не будет участвовать в Евровидении молодых музыкантов 2018 года в Эдинбурге.[35]
- Ирландия — 28 октября ирландский вещатель RTE подтвердил, что Ирландия не будет участвовать в конкурсе.[36]
- Кипр — CyBC, национальная телекомпания Кипра, подтвердила, что они не будут участвовать в Евровидении молодых музыкантов 2018 года.[37]
- Латвия — Иева Розентале, глава телерадиовещания в LTV, исключила возвращение телекомпании к юным музыкантам Евровидения в 2018 году.[38]
- Нидерланды - NTR подтвердил, что они не будут участвовать в Евровидении молодых музыкантов 2018 года в Эдинбурге[39]
- Украина — Украинская национальная телекомпания подтвердила, что рассматривается возможность возвращения на конкурс в этом году. Телекомпания заявила, что ведется дискуссия о том, вернется ли Украина на конкурс. Однако 14 января стало известно, что Украина пропустит конкурс в 2018 году.[40]
- Финляндия — YLE подтвердил, что Финляндия не будет участвовать в Евровидении молодых музыкантов 2018 года в Эдинбурге.[41]
- Швейцария — немецкая телекомпания SRF (Швейцария) исключила возвращение в Евровидение молодых музыкантов в следующем году в Эдинбурге.[42]